# Гронські пагорби
Гронські пагорби (Hronská pahorkatina) — геоморфологічна підодиниця Подунайських пагорбів. Місце розташування — округи Левиці; Нові Замки; Златі Моравці і Комарно. Середня висота складає 105 метрів..